# Helios Klinik Wesermarsch
Die Helios Klinik Wesermarsch ist ein Krankenhaus in Nordenham und eine Einrichtung der gleichnamigen GmbH.

## Profil
Das Hospital in Niedersachsen gehört zu den 1994 gegründeten Helios Kliniken und stellt die Grundversorgung für die Bevölkerung des Landkreises Wesermarsch sicher.
Gegenwärtig hat die Helios Klinik Wesermarsch 89 Betten. Jährlich werden rund 5.000 Patienten stationär und 9.000 ambulant von ca. 30 Ärzten und etwa 60 Pflegekräften behandelt (Stand: 26. Oktober 2023).
Zum Krankenhaus gehört auch die Privatklinik Nordenham für Wahlleistungspatienten.

## Fachbereiche
Das Hospital in Nordenham umfasst die nachfolgend aufgeführten medizinischen Kliniken und Zentren (Stand: Januar 2025).
- Allgemein- und Viszeralchirurgisches Facharzt-Zentrum
- Innere Medizin
- Krankenhausapotheke
- Krankenhaushygiene
- Unfallchirurgie und Orthopädie
- Urologie
- Zentrum für Anästhesie, Intensiv- und Notfallmedizin, Schmerztherapie